# وكالة توظيف

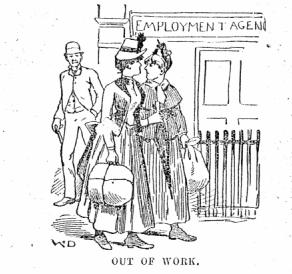

وكالة التوظيف مصلحة تعمل كهمزة وصل بين أصحاب العمل والشركات وبين الباحثين عن عمل من عمال وموظفين وأكاديميين. وتوجد تلك الوكالات للمساعدة على حصول العاطلين على وظائف والعودة إلى العمل بدلاًً من البطالة. ويتم ذلك في إطار التأمين ضد البطالة الذي تلزمه الدولة على كل موظف وعامل.
في معظم الدول المتقدمة يدفع الموظف والعامل الذي يعمل في القطاع الخاص جزءاً من مرتبه الشهري كتأمين ضد البطالة. وعندما يفقد وظيفته، فهو يبادر بتسجيل نفسه في وكالة التوظيف التي يتبعها، فتقوم بالبحث له على عمل، وتتوسط بينه وبين الشركات التي تبحث عن موظفين وعمال، وتكون تلك الوساطة بحسب مؤهلا ومهارة الباحث عن العمل.
وفي بعض البلاد يمكن ان توكل الحكومة وكالات خاصة تقوم بمساعدة الباحثين عن عمل إلى جانب الوكالات الرسمية، في هذه الحالة تتكفل وزارة العمل بدفع أجرة توسيط الوكالة الخاصة.

## الوكالات الحكومية للتوظيف
مع بداية القرن العشرين، قامت بعض الدول المتقدمة بإنشاء مصالح حكومية تعمل على مكافحة البطالة ومساعدة العاطلين على شغل وظائف.
وقد قامت المملكة المتحدة بإنشاء أول وكالة توظيف في لندن، حيث أصدرت الحكومة قرار مكتب العمالة (لندن) عام 1902، ثم عممت وجود تلك الوكالات على مستوى المملكة المتحدة عام 1909.

## اقرأ أيضاً
- توظيف
- وقت العمل
- حجم الأعمال (اقتصاد)